# Immram
Uma immram (immrama, no plural) pertence a uma classe de contos da antiga literatura irlandesa que trata da jornada de um herói pelo mar para o Outro Mundo (ver Tír na nÓg e Mag Mell). Escritos na era cristã e de aspecto essencialmente cristão, preservam elementos da mitologia irlandesa. "Immram" é geralmente traduzido como "viagem". Na moderna ortografia irlandesa, a palavra correspondente é iomramh.
Listas medievais relacionam sete immrama, três das quais sobreviveram: a Viagem de Mael Dúin, a Viagem do Uí Chorra e a Viagem de Snedgus e Mac Riagla. A Viagem de Bran é classificada nestas mesmas listas como uma echtra, ou "aventura", embora também contenha os elementos essenciais das immrama. A Viagem de São Brandão latina poderia também ser chamada de immram. As immrama são identificáveis por seu foco nas proezas dos heróis durante sua busca pelo Outro Mundo, localizado, nestes casos, em ilhas distantes a oeste da Irlanda. O herói começa sua viagem por amor à aventura ou para cumprir seu destino, e geralmente chega a outras ilhas fantásticas antes de alcançar seu objetivo. Ele pode ou não ser capaz de voltar para casa novamente.